# Midgley Reefs
Die Midgley Reefs sind einige bei Ebbe freiliegende Klippenfelsen und unterseeische Felsenriffe vor der Budd-Küste des ostantarktischen Wilkeslands. Im Archipel der Windmill-Inseln liegen sie vor der Westseite von Midgley Island.
Eine Mannschaft der Wilkes-Station entdeckte sie bei einer Bootsfahrt im Jahr 1961. Das Antarctic Names Committee of Australia benannte sie nach der gleichnamigen Insel. Deren Namensgeber ist Elwin Wilmer Midgley (1921–1984) vom United States Army Medical Corps, der den Mannschaften der US-amerikanischen Operation Windmill (1947–1948) bei der Errichtung astronomischer Beobachtungsstationen zwischen der Küste des Kaiser-Wilhelm-II.-Lands und der Budd-Küste behilflich war.